# Galaxies
Pour les articles homonymes, voir Galaxie.
 (février 2012).
Si vous disposez d'ouvrages ou d'articles de référence ou si vous connaissez des sites web de qualité traitant du thème abordé ici, merci de compléter l'article en donnant les références utiles à sa vérifiabilité et en les liant à la section « Notes et références ».
Galaxies est une revue française trimestrielle consacrée à la science-fiction. Avec ce titre elle a connu deux existences, prenant par ailleurs la suite de deux autres Galaxie, cette fois au singulier. Galaxies a en 2023 un tirage de l'ordre de 700 exemplaires. Elle dispose également d'éditions électroniques.
Elle publie des textes, des nouvelles et des études en langues française et étrangères ainsi que de nombreuses notes de lecture. Chaque numéro consacre un dossier à un auteur (longue nouvelle, article, entretien, bibliographie), ou à un thème.

## Galaxies science-fiction (1996 - 2007)
Fondée en mai 1996 par Stéphanie Nicot, la première Galaxies a paru jusqu'en 2007, avant d'interrompre sa publication en octobre 2007. 
La revue fête son dixième anniversaire en 2006 avec un numéro spécial (n° 39) augmenté d'un dossier consacré à Norman Spinrad. Elle a connu 41 livraisons, bizarrement numérotées de 1 à 42, le No 41, qui devait être consacré à Joëlle Wintrebert, n'ayant jamais paru. Les dossiers traités dans ces 41 numéros ont été les suivants : 
La revue a compté aussi plusieurs hors-séries à son actif : Utopia, Hyperfuturs et Les Univers de la Science-Fiction.
La disparition d’un titre comme Galaxies, qui avait acquis dans les milieux de la littérature de science-fiction un réel statut, a été ressentie dans ces cénacles comme un coup de tonnerre. Dès lors, avec l’accord de l’ancienne rédactrice en chef, Stéphanie Nicot, un groupe de professionnels et de fans s’est constitué afin de trouver une solution permettant de redonner vie à une revue jugée indispensable.
C’est ainsi que ces amateurs se sont adressés à Pierre Gévart, organisateur des conventions nationales de science-fiction de 2006 et 2009, créateur et rédacteur en chef du fanzine Géante rouge, en lui proposant la reprise, assortie de la garantie d’un capital de départ permettant la reprise du service des abonnements en cours.

## Galaxies nouvelle-série (2008 -.....)

### Le projet littéraire
L'équipe éditoriale actuelle déclare que Le projet littéraire de la nouvelle revue est clair : tout en se situant dans la continuité de l’ancien Galaxies, c’est-à-dire en s’attachant à faire connaître et à publier des auteurs de qualité, tant francophones qu’étrangers, il est question de bien donner à la science-fiction son statut de littérature à part entière. Là est d’ailleurs le sens de la création de la rubrique « Autres mondes », menée par Denis Labbé et consacrée aux auteurs de littérature dite générale qui s’aventurent en science-fiction. Le second axe du projet est celui de la mise à disposition du lectorat d’un accès à d’autres littératures, sans se limiter d’ailleurs à la sphère anglo-saxonne. L’objet est ici l’enrichissement mutuel, à travers les thèmes, les techniques d’écriture, les approches différentes de la science-fiction. Enfin, troisième axe, la diffusion des tendances et éditions en littérature de science-fiction, avec une forte rubrique de notes critiques argumentées, coordonnées par Laurianne Gourrier.
C'est sur ces bases que le Centre national du livre apporte un soutien financier à la revue.

### La nouvelle série
La quatrième série de Galaxie(s) a été ouverte en juillet 2008, sous la direction de Pierre Gévart, avec un lancement aux Imaginales d'Épinal. L'invité du numéro de lancement était l'auteur de hard science-fiction Alastair Reynolds. 
La revue a tout d'abord été trimestrielle, avec un numéro hors-série pour chaque année de parution. Depuis, elle est devenue bimestrielle, en absorbant la revue Lunatique, revue dirigée alternativement par Jean-Pierre Andrevon et par Jean-Pierre Fontana, tous deux auteurs de science-fiction, et qui sont donc devenus rédacteurs en chef adjoints de Galaxies. En 2014, le propriétaire du titre Lunatique ayant souhaité en récupérer l'usage, l'assemblage a continué avec le titre "Mercury", toujours animé, jusqu'en 2020 par Andrevon et Fontana, après quoi, tout en restant membres de l'équipe de rédaction, l'un et l'autre ont pris une retraite de Galaxies. La revue s'articule en quatre parties : une section réservée à des nouvelles le plus souvent inédites en français, une seconde section constituant un dossier consacré à un auteur ou à un thème, une troisième section rassemblant des chroniques récurrentes. Enfin la section des notes critiques et fiches de lecture tenue par Dounia Charaf et Fabrice Leduc pour la sous-section BD. L'auteur de science-fiction Jean-Pierre Andrevon y tient également des chroniques de films
Le format est en 21 x 13,4, sur 192 pages, avec couverture couleur quatre faces. La revue est disponible par abonnements ou en librairie. En 2013, une édition numérique a été mise en place. Le numéro 25/67 (septembre-octobre 2013) a repris la maquette de l'ancienne revue, pour l'anniversaire de sa création.
Le 28 avril 2012, à Zagreb, pendant la convention européenne de science-fiction Eurocon, l'ESFS (en) (European Science Fiction Society) a décerné à Galaxies le Prix 2012 du meilleur magazine européen de science-fiction.
À partir du numéro 17, la revue fusionne avec la revue Lunatique,,, et ce partenariat se renouvellera deux fois par an jusqu'au numéro 26 de Galaxies (87 de Lunatique), après quoi, le titre Mercury vient se substituer à celui de Lunatique, sans numérotation spéciale. la rédaction en chef délégueé des Lunatique puis Mercury est assurée par Jean-Pierre Fontana et Jean-Pierre Andrevon. Ceux-ci ayant pris une retraite bien méritée, la revue est redevenue Trimestrielle en 2023
Voici la liste des thèmes ou auteurs traités :